# Rave 'Till You Cry
Albums de Bogdan Raczynski
Alright!
(2007)
Rave 'Till You Cry est un album de Bogdan Raczynski sorti le 5 avril 2019.
Il s'agit d'une compilation de morceaux issus des archives du musicien. Publié par le label Disciples (un sous-label de Warp Records), l'album possède une signature sonore qui est dans la lignée de Boku Mo Wakaran et Samurai Math Beats, parus 20 ans auparavant. Il comprend 18 titres d'une durée n'excédant pas 4 minutes.
Bien qu'il s'agisse d'une compilation inédite, les morceaux 329 15h et 210 31c22 ont été essentiellement repris de l'album Boku Mo Wakaran et remastérisés.
Selon Olivier Lamm de Libération, « dans le contexte actuel, cette anthologie de musique produite pour le plaisir, sans se soucier d’être diffusée sonne même à bien des égards comme un classique instantané ».

## Liste des morceaux
| 1.    | 156 s2n    | 2:07 |
| 2.    | 134 32iii  | 1:36 |
| 3.    | 318 22t7   | 3:20 |
| 4.    | 220 s3d    | 2:28 |
| 5.    | 329 15h    | 3:31 |
| 6.    | 220 s1c    | 2:23 |
| 7.    | 307 33m15  | 3:09 |
| 8.    | 332 23t422 | 3:33 |
| 9.    | 309 14ae2  | 3:11 |
| 10.   | 213 213r   | 2:15 |
| 11.   | 220 s2c    | 2:22 |
| 12.   | 356 34h12  | 3:57 |
| 13.   | 306 24n812 | 3:08 |
| 14.   | 306 41dr   | 3:07 |
| 15.   | 210 31c22  | 2:11 |
| 16.   | 220 s5d    | 2:31 |
| 17.   | 355 44ir   | 3:57 |
| 18.   | 204 fr     | 2:13 |
| 51:01 |            |      |